# Łopuszna
Łopuszna [wɔˈpuʂna] là một ngôi làng ở quận hành chính của Gmina Nowy Targ, trong Nowotarski, MAŁOPOLSKIE, ở miền nam Ba Lan. Nó nằm khoảng 9 kilômét (6 mi) về phía đông của Nowy Targ và 66 km (41 mi) phía nam thủ đô khu vực Kraków. Ngôi làng, với dân số khoảng 1.300 người nằm trên sông Dunajec, dưới chân dãy núi Gorce.
Łopuszna là vị trí của Dwór Tetmajerów nhà manor xây dựng xung quanh 1790 (ảnh); phục vụ như là một nhánh của Tatra Muzeum ở Zakopane từ năm 1978.

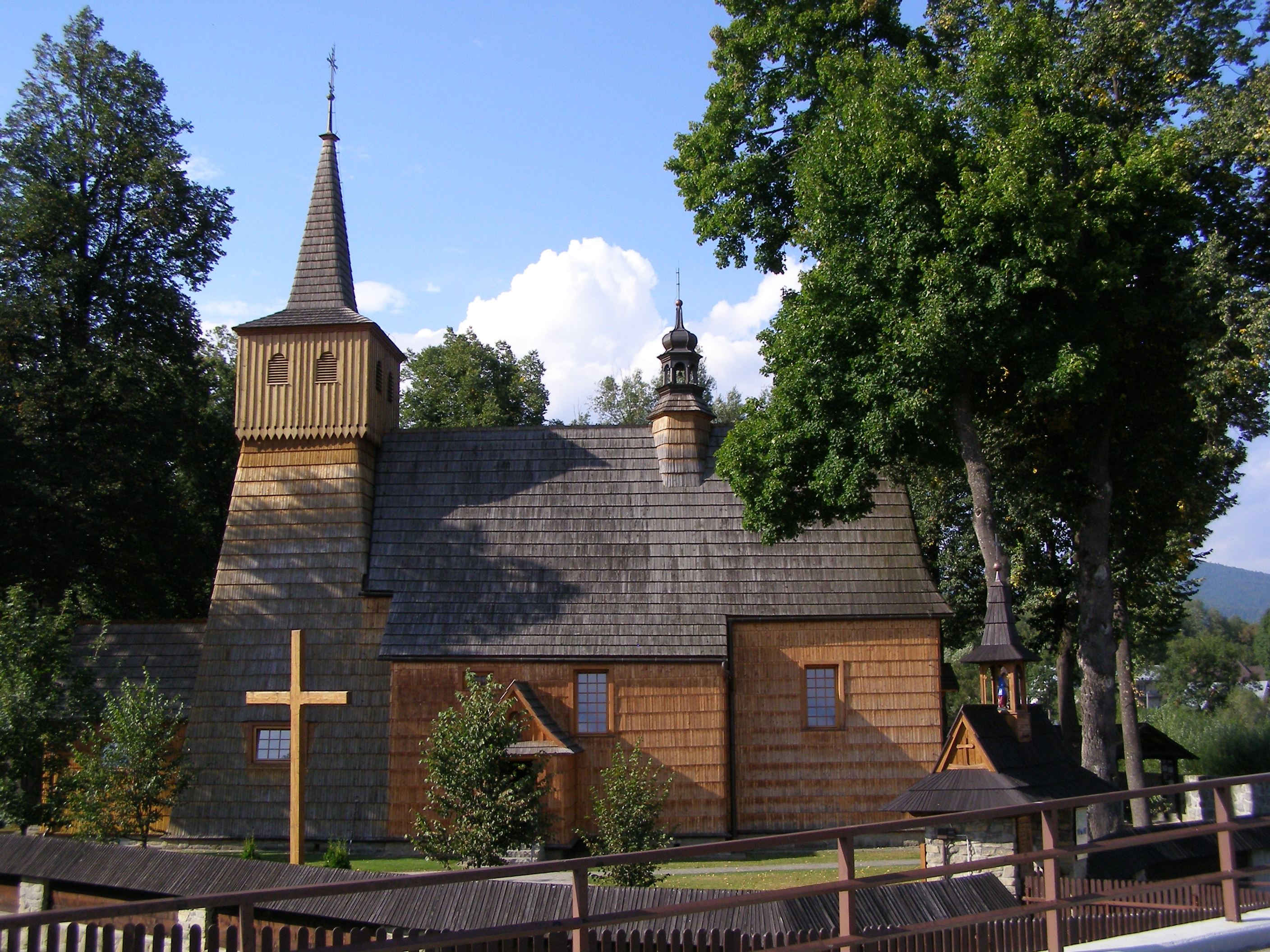
Lịch sử, nhà thờ gỗ Holy Trinity ở opuszna, được thánh hiến năm 1504